# První kanál (Rusko)
První kanál (rusky Первый канал, anglicky Channel One Russia) je nejsledovanější televizní stanice v Rusku. Její signál pokrývá 99 % ruského území, podíl na ruském televizním trhu činí 19 % a sleduje ji 250 milionů diváků. Televize má status otevřené akciové společnosti, v níž 51 % akcií drží ruský stát, dalšími akcionáři jsou Jurij Kovalčuk a Roman Abramovič. Sídlí v Moskvě. V letech 1996–2022 byl členem Evropské vysílací unie.

## Historie
Televizní vysílání v SSSR bylo zahájeno 9. března 1938 a 22. března 1951 začal vysílat první program Sovětské centrální televize. Po rozpadu Sovětského svazu roku 1991 převedl Boris Jelcin sovětský první program do majetku Ruské federace a stanice začala vysílat pod názvem Televize Ostankino (podle Televizní věže Ostankino). V roce 1995 se přejmenovala na Veřejnou ruskou televizi (Общественное российское телевидение, ОРТ) a od roku 2002 nese současný název.
Stanice vysílá zpravodajství (hlavní večerní relace Vremja existuje od roku 1968), filmy (První kanál spoluprodukoval řadu úspěšných filmů, např. Noční hlídku), seriály, zábavné pořady, reality show, naučné dokumenty i diskusní relace, z nichž nejznámější je Pozner, vedená Vladimirem Poznerem.
Sesterskými stanicemi Prvního kanálu jsou digitální televize PKVS (Первый канал. Всемирная сеть), určená pro vysílání mimo Rusko, První kanál Eurasie fungující v Kazachstánu, filmové kanály Dom Kino a Dom Kino Premium, dětský program Karusel a Hudba Prvního.
Stanice je hlavním partnerem mezinárodního hokejového turnaje v Moskvě, který se od roku 2006 jmenuje podle ní Channel One Cup.

## Vysílání
První kanál vysílal řadu lokálních verzí zahraničních formátů televizních pořadů. Nejúspěšnějšími byly například ruská verze soutěže Chcete být milionářem? nebo Survivor. Kromě této tvorby televize vysílá i vlastní pořady, ze kterých lze uvést následující:

### Dětská tvorba
Od roku 1964 se vysílá, původně na ÚT SSSR, později na Prvním kanále, dětský pořad Spokojnoj noči, malyši! (azbukou Спокойной ночи, малыши!; česky Dobrou noc, maličtí!). Dětský večerní pořad, ve kterém vystupují postavy v podobě loutek.
Výraznějším dílem je pak seriál Jeraláš (Ералаш), pořad složený vždy z několika skečů se zajímavou a zábavnou pointou. V Rusku zřejmě nejslavnější dětský pořad vůbec.

### Soutěžní pořady
Mezi úspěšnou tvorbu patří různé soutěžní pořady, zde je výčet několika z nich:
- Pan ili propal (Пан или пропал, Všechno nebo nic)
- Pole Čudes (Поле Чудес, Pole zázraků)
- Narod protiv (Народ против, Lid naproti)
- Slaboje zvěno (Слабое звено, Slabé pouto)
- Čto? Gdě? Kogda? (Что? Где? Когда?, Co? Kde? Kdy?)

### Zpravodajství a publicistika
První kanál je známý hlavně pro vysílání svého zpravodajství a své publicistiky. Této tvorby je využíváno pro šíření oficiální rétoriky státu, za kterou je stanice často v zemích západního světa považována za propagandistickou. Mezi zpravodajské a publicistické pořady televize patří:
- Vremja (Время, Čas) – hlavní zpravodajská relace vysílaná původně na ÚT SSSR už od roku 1968
- Novosti (Новости, Zprávy) – kontinuální zpravodajství
- Voskresnyje novosti (Воскресные новости, Nedělní zprávy) – nedělní varianta zpráv doplněná o komentáře k dění
- Dobroje utro (Доброе утро, Dobré ráno) – ranní publicistický blok
- Večernij Urgant (Вечерний Ургант, Večerní Urgant) – late-night talk show
- Pusť govorjat (Пусть говорят, Nechť mluví) – talk-show o zločinech a sociálních problémech

### Další tvorba
Stanice dále vysílá další spoustu různorodých pořadů. Mnohé se vysílají již od dob SSSR a tím pádem jejich aktuální vysílání navazuje na tvorbu ÚT SSSR. Krom již dříve zmíněných pořadů se jedná například o hudební pořad Pesňa goda (Песня года, Píseň roku).

## Sankce
V rámci devátého balíčku protiruských sankcí přijatého Evropskou unií bylo v polovině prosince 2022 zakázáno šíření signálu ruských televizních programů, které jsou pod kontrolou ruského státu, mezi nimi i signálu Prvního kanálu.